# Kazaa
Kazaa was een computerprogramma waarmee gebruikers onderling bestanden konden uitwisselen op het peer-to-peernetwerk FastTrack. Kazaa is niet onomstreden omdat het zich niet beperkt tot uitwisselen van onschadelijke bestanden: het programma bevat spyware en andere ongewenste componenten. Het zou zelfs zo zijn dat in bepaalde versies de overtollige rekencapaciteit van de aangesloten gebruikers zonder hun medeweten commercieel verkocht werd, om zo een distributed-computing-netwerk te vormen.
Er is ook een spywarevrije versie verkrijgbaar, namelijk Kazaa Lite Resurrection, gebaseerd op een oudere versie van Kazaa. Daarentegen is K-lite gebaseerd op een nieuwere versie van Kazaa. De installatie van K-lite vereist enkele bestanden uit de officiële Kazaa.

## Ontwikkeling
Kazaa is in Nederland ontwikkeld door Niklas Zennström en Janus Friis in hun bedrijf KaZaA BV. Aanvankelijk onderhandelde Zennstöm met platenmaatschappijen over de afdracht van auteursrechterlijke vergoedingen door gebruikers van Kazaa. De onderhandelingen liepen op niets uit en Kazaa werd voor de rechter gedaagd door Buma-Stemra. Toen ook de Amerikaanse platenindustrie een dagvaarding tegen Kazaa uitvaardigde, hebben de eigenaren het bedrijf verkocht aan het Australische Sharman Networks.
Sharman Networks veranderde het FastTrack-protocol, waardoor de gebruikers van de Kazaa-versie van het Nederlandse KaZaA BV de toegang tot het netwerk werd geweigerd. Zij zagen zich gedwongen voortaan de Sharman Networks-versie te gebruiken, die echter de schadelijke spyware, adware en malware bevat.

## K-Lite en Kazaa Lite Resurrection
Kazaa Lite is de spyware-, adware- en malwarevrije versie van het programma Kazaa, dat dus in principe niet geplaagd wordt door spam, virussen en andere hinderlijke programma's.
Ook Kazaa Lite Resurrection is een Kazaa-versie zonder spyware, adware en malware. Nadat Sharman Networks de ontwikkeling van Kazaa Lite K++ had stopgezet, hebben anderen de ontwikkeling van Kazaa Lite voortgezet onder de naam 'Kazaa Lite Resurrection'. (Wat niet zoveel voorstelde, want alleen de extra tools werden geüpdatet.)
De echte opvolger werd 'K-lite', een schil om de normale Kazaa heen.

## Auteursrechten
Net zoals veel andere uitwisselprogramma's, zoals Napster, wordt Kazaa gebruikt om bestanden (zoals beeld- en geluidsmateriaal waar auteursrechten op rusten) uit te wisselen. In Nederland oordeelde de Hoge Raad op 19 december 2003 echter dat Kazaa zelf geen auteursrechten schendt, omdat het programma niet voor deze doeleinden bedoeld is. Het is slechts een uitwisselingsprogramma, en kan niet op misbruik door gebruikers aangesproken worden.
Napster is daarentegen wel beëindigd, maar daaraan ligt een verschil in werkwijze ten grondslag. Napster gebruikte een eigen server, een centrale computer op het netwerk, die bijhield wie welk nummer had. Napsters eigen systeem deed actief mee aan het helpen verspreiden van illegale bestanden. Kazaas FastTrack is een gedecentraliseerd netwerk, en heeft geen centrale computer. Daardoor is Sharman Networks niet verantwoordelijk voor het delen van bestanden.
In juli 2006 is de muziekindustrie een schikking overeengekomen met Kazaa. Het moederbedrijf van Kazaa betaalt meer dan 100 miljoen dollar (78 miljoen euro) aan de vier grootste muziekbedrijven in de wereld. Kazaa plaatst ook filters zodat het niet langer mogelijk is om auteursrechtelijk beschermde muziek te downloaden.